# 格伦德维莱尔
格伦德维莱尔（法語：Grundviller，法語發音：[ɡʁundvilɛʁ] 或 [ɡʁyndvilɛʁ]；洛林法兰克语：Grendwiller）是法国摩泽尔省的一个市镇，属于萨尔格米讷区。

## 地理
格伦德维莱尔（49°2'38"N, 6°58'15"E）面积6.27 平方千米，位于法国大東部大區摩泽尔省，该省份为法国东北部内陆省份，是洛林的一部分，西南接默尔特-摩泽尔省，东临下莱茵省，北与卢森堡和德国接壤。
与格伦德维莱尔接壤的市镇（或旧市镇、城区）包括：埃内斯特维莱尔、安巴赫、皮特朗日欧拉克、雷姆兰莱皮特朗日、里什兰、武斯特维莱尔。

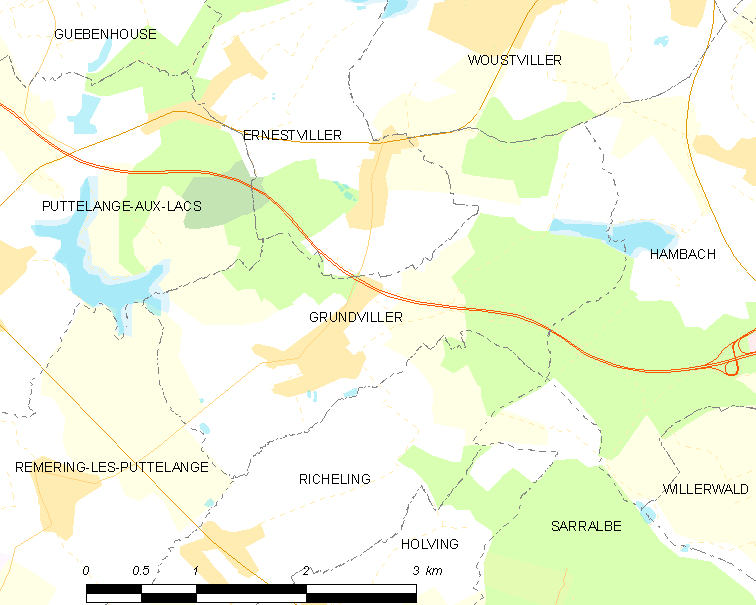
格伦德维莱尔的OSM定位图

格伦德维莱尔的时区为UTC+01:00、UTC+02:00（夏令时）。

## 行政
格伦德维莱尔的邮政编码为57510，INSEE市镇编码为57263。

## 政治
格伦德维莱尔所属的省级选区为萨拉尔布县。

## 人口

1962-2008年间格伦德维莱尔人口变化图示

格伦德维莱尔于2022年1月1日时的人口数量为661人。